# تجلي الفردانية
وفقا لابن عربي فإن «لله قوم من بني آدم الأفراد الخارجون عن حكم القطب لا يعرفون ولا يعرفون قد طمس الله عيونهم فهم لا يبصرون، حجبهم عن غيب الأكوان حتي لا يعرف الواحد منهم ما ألقي في جيبه أحرى أن يعرف ما في جيب غيره أحري أن يتكلم على ضميره يكاد لا يفرق بين المحسوسات وهي بين يديه جهلا بها لا غفلة عهنا ولا نسيانا وذلك لما حققهم به الله من حقائق الوصال واصطنهم لنفسه فما لهم عرفة لغيره فعلمهم به ووجدهم فيه وحركتهم منه وشوقهم إليه ونزولهم عليه وجلوسهم بين يديه لا يعرفون غيره»
| تجلي الفردانية | أنتم أعرف بمصالح دنياكم | تجلي الفردانية |

## هوامش
1. ↑  كتاب التجليات ضمن رسائل ابن عربي الطبعة الثانية 2004م، دار الكتب العلمية بيروت، لبنان.
2. ↑  أخرجه مسلم |الفضائل (141)